# Yuri Davydovich Levitansky
Yuri Davydovich Levitansky (tiếng Nga: Ю́рий Дави́дович Левита́нский, 22 tháng 1 năm 1922 – 25 tháng 1 năm 1996) – nhà thơ, dịch giả Nga.

## Tiểu sử
Yuri Levitansky sinh ở thị trấn Kozelets, tỉnh Chernigov, Ukraina. Sau một thời gian gia đình chuyển lên Kiev rồi Donetsk. Học xong phổ thông ở Donetsk, Levitan lên Moskva học trường Đại học Văn, Sử, Triết học (IFLI). Thời kỳ Chiến tranh Vệ quốc, Levitansky ra trận, lúc đầu làm lính, sau làm phóng viên mặt trận và bắt đầu in ở các tờ báo mặt trận từ năm 1943. Sau khi Đức Quốc xã đầu hàng, Levitansky chuyển sang mặt trận phía đông, tham gia trận Mãn Châu với Nhật. Ông được tặng thưởng rất nhiều huân huy chương cho cả hai mặt trận. Năm 1947 ông ra quân, bắt đầu in các tập thơ: Встреча с Москвой, 1949, Самое дорогое, 1951, Секретная фамилия, 1954…
Các năm 1955 – 1957 Levitansky học cao học ở trường Viết văn Maxim Gorky. Vào Hội Nhà văn năm 1957. Năm 1963 in tập thơ Trời của Đất (Земное небо) và trở thành nhà thơ nổi tiếng từ đó. Ngoài sáng tác, ông còn dịch thơ và làm thơ mô phỏng thơ của các nhà thơ nổi tiếng như Leonid Nickolayevich Martynov, Andrey Andreyevich Voznesensky, Bella Akhatovna Akhmadulina.... Nhiều bài thơ của Levitansky được phổ nhạc trở thành những bài hát nổi tiếng hoặc hát trong những bộ phim nổi tiếng. Bộ phim Moskva không tin vào nước mắt là một ví dụ.
Yuri Levitansky mất ngày 25 tháng 1 năm 1996 ở Moskva.

## Tác phẩm
- Солдатская дорога: Стихи. — Иркутск, 1948;
- Встреча с Москвой: Стихи. — Иркутск, 1949;
- Самое дорогое: Стихи в защиту детей. — Иркутск, 1951;
- Наши дни: Книга стихов. — Москва, 1952;
- Утро нового года: Стихи. — Новосибирск, 1952;
- Листья летят: Стихи. — Иркутск, 1956;
- Секретная фамилия. — Иркутск, 1957;
- Стороны света: Стихи. — Москва, 1959;
- Земное небо. — Москва, 1963;
- Теченье лет: Стихи. — Иркутск, 1969;
- Кинематограф: Книга стихов. — Москва, 1970;
- Воспоминанье о красном снеге: Стихи. — Москва, 1975;
- День такой-то: Книга стихов. — Москва, 1976;
- Сюжет с вариантами: Книга пародий. — Москва, 1978;
- Два времени: Стихи. — Москва, 1980;
- Письма Катерине, или Прогулка с Фаустом. — Москва, 1981;
- Избранное. — Москва, 1982;
- Годы: Стихи. — Москва, 1987;
- Белые стихи. — Москва, 1991;
- Меж двух небес: Стихи. — Москва, 1996;
- Когда-нибудь после меня. — Москва, 1998;
- Зелёные звуки дождя. — Москва, 2000;
- Сон об уходящем поезде. — Москва, 2000;
- Чёрно-белое кино. — Москва: Время, 2005.

## Một số bài thơ
| Mỗi con người tự chọn lấy cho mình Một tôn giáo, con đường, người phụ nữ Sẽ phụng sự tiên tri hay quỷ sứ Mỗi con người tự chọn lấy cho mình. Mỗi con người lựa chọn theo sức mình Lời để cho tình, lời cho cầu nguyện Gươm để đánh nhau, kiếm cho đấu kiếm Mỗi con người lựa chọn theo sức mình. Mỗi con người lựa chọn theo sức mình Những mảnh vá, trượng, khiên, áo giáp Và mức thanh toán, trả thù dứt khoát Mỗi con người lựa chọn theo sức mình Mỗi con người tự chọn lấy cho mình. Tôi cũng chọn – theo cách mà tôi biết. Tôi không đòi hỏi điều gì ai hết. Mỗi con người tự chọn lấy cho mình. Chốc lát và mãi mãi Rụng xuống những chiếc lá trong vườn thu Hạt của chúng nằm lên trên mặt đất Điều gì còn mãi, điều gì chốc lát Không một ai có thể hiểu ra. Nét vẽ trắng trên bức vẽ vô danh Một dòng của nét hoa văn cổ đại. Điều gì chốc lát, điều gì còn mãi Đấy là điều bí ẩn lớn vô cùng. Ngọn lửa tắt và dòng suối khô lòng Và cây cối trên mặt đất đổ xuống… Điều bí mật này khôn ngoan và đơn giản Và sống động đến ngàn năm… Thế thì tại sao lại hò rea chiến thắng Ở đâu đấy trên mặt tuyết tan – Tất cả vẫn còn! Tất cả vẫn còn! – Một giọng trẻ trung cất tiếng? Và tại vì sao ngân vang và dễ vậy Trong những cành lá bện giữa rừng dày – Tất cả còn đây! Tất cả còn đây! Tiếng chim họa mi nhắc đi nhắc lại? Điều gì tiếp theo Thế tiếp theo là gì? Điều gì tiếp theo Sau đường nét kia, sau lời dẫn nhập? Thì tiếp theo sẽ là tình tiết khác Và bằng lời kết thúc khác khép vào. Không xa lánh tình tiết ngày hôm qua Khi tình tiết khác lại bắt đầu xảy Khoảnh khắc này là không còn lặp lại Trong vẻ ngoài mới mẻ chẳng diễn ra. Và có một điều trở nên rõ ràng Trong khi khai phá một con đường mới Đã có mầm mống ở trong phần cuối Mầm đã phôi thai ở đoạn mở màn. Và trong vườn lại cơn mưa đổ xuống Vườn trở nên cần và sáng chói lòa. Điều này ở hay không ở cùng ta Về bản chất, không phải là quan trọng. Ai đó kêu lên: - Không, đừng đi đâu! Tôi mất hút, đi lần theo dấu vết!... Điều này ở cùng ta hay kẻ khác Suy cho cùng, cốt lõi chẳng ở đây. Ai đấy ngạt thở vì sự giận hờn Ai đó lặng người đi vì hoan hỉ… Điều này ở cùng ta hay ai đó – Cũng chẳng hề ý nghĩa – suy cho cùng. Bản dịch của Nguyễn Viết Thắng | Каждый выбирает для себя женщину, религию, дорогу. Дьяволу служить или пророку - каждый выбирает для себя. Каждый выбирает по себе Слово для любви и для молитвы. Шпагу для дуэли, меч для битвы каждый выбирает по себе. Каждый выбирает по себе. Щит и латы, посох и заплаты, меру окончательной расплаты каждый выбирает по себе. Каждый выбирает для себя. Выбираю тоже - как умею. Ни к кому претензий не имею. Каждый выбирает для себя. Падают листья осеннего сада Падают листья осеннего сада, В землю ложится зерно, что преходяще, а что остается, знать никому не дано. Белый мазок на холсте безымянном, вязи старинной строка. Что остается, а что преходяще - тайна сия велика. Пламя погаснет и высохнет русло, наземь падут дерева... Эта простая и мудрая тайна вечно пребудет жива... Так отчего так победно и громко где-то над талой водой - все остается! все остается! – голос поет молодой? И отчего так легко и звеняще в гуще сплетенных ветвей - непреходяще! непреходяще! - юный твердит соловей? А что же будет дальше А что же будет дальше, что же дальше? Уже за той чертой, за тем порогом? А дальше будет фабула иная и новым завершится эпилогом. И, не чураясь фабулы вчерашней, пока другая наново творится, неповторимость этого мгновенья в каком-то новом лике отразится. И станет совершенно очевидным, пока торится новая дорога, что в эпилоге были зерна и нового начала и пролога. И снова будет дождь бродить по саду, и будет пахнуть сад светло и важно. А будет это с нами иль не с нами - по существу, не так уж это важно. И кто-то вскрикнет: - Нет, не уезжайте! Я пропаду, пущусь за Вами следом!.. А будет это с нами иль с другими - в конечном счете, суть уже не в этом. И кто-то от обиды задохнется, и кто-то от восторга онемеет... А будет это с нами или с кем-то - в конце концов, значенья не имеет. |